# Wassermühle Bad Lauchstädt

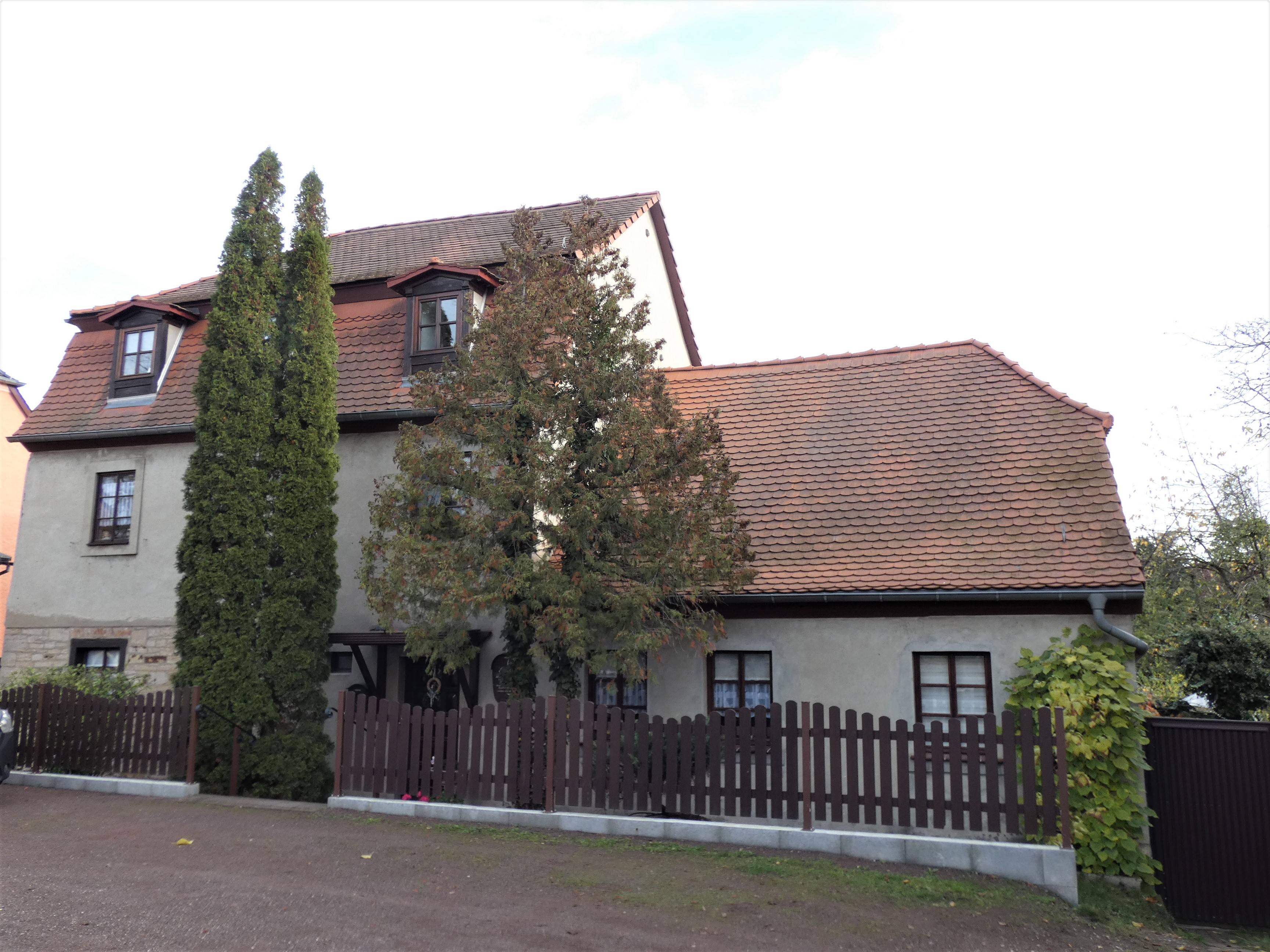
Ehemalige Wassermühle, 2020

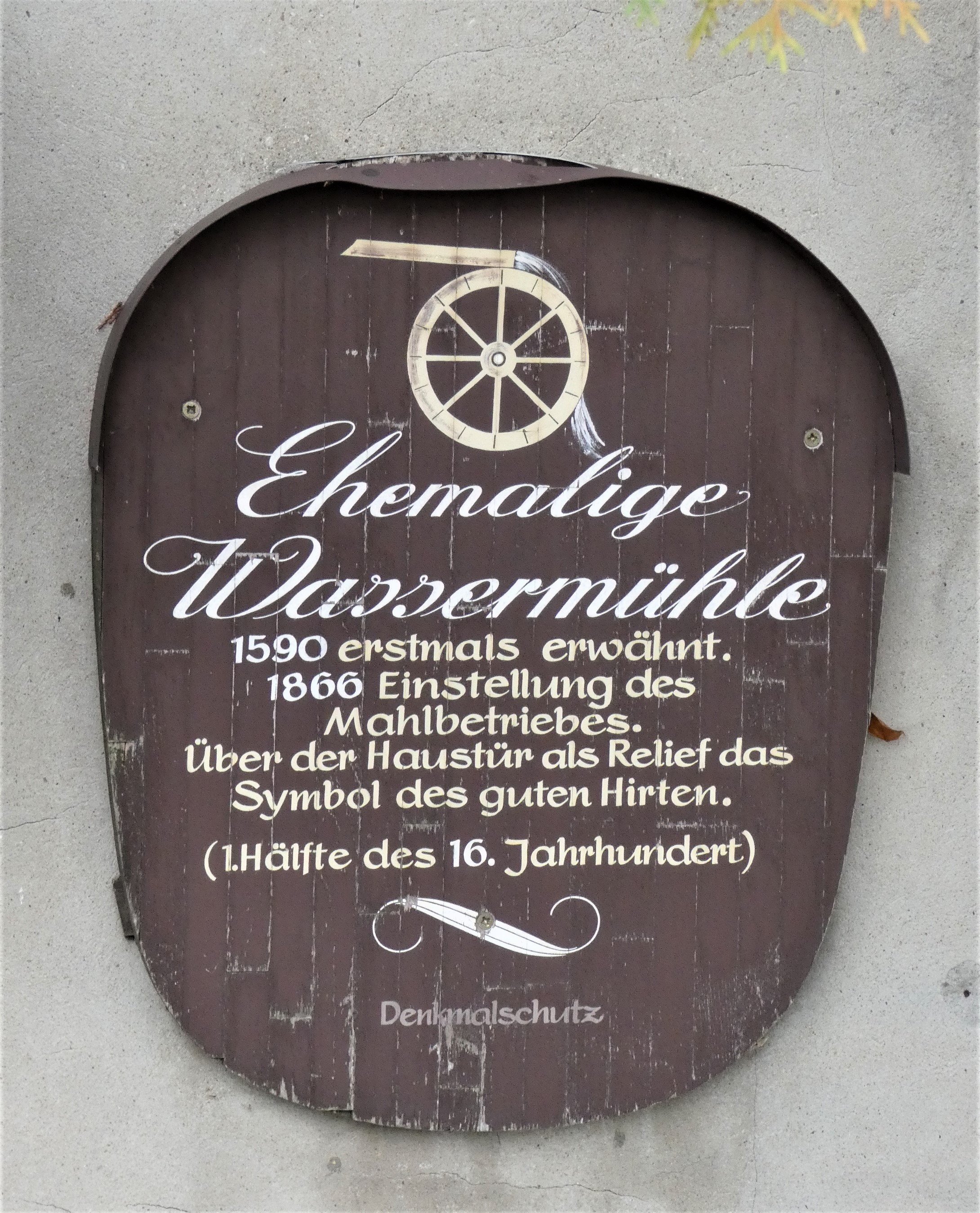
Informationstafel zur Wassermühle

Die Wassermühle Bad Lauchstädt ist eine denkmalgeschützte Mühle in der Stadt Bad Lauchstädt in Sachsen-Anhalt. Im örtlichen Denkmalverzeichnis ist die Mühle unter der Erfassungsnummer 094 20654 als Baudenkmal verzeichnet.
Dass es sich bei dem Gebäude mit der Adresse Promenade 3 in Bad Lauchstädt um eine Wassermühle handelt, ist kaum erkennbar. Das Gebäude steht am Abfluss der Laucha aus dem Kurparkteich am östlichen Ufer. Am Gebäude ist eine Tafel befestigt, die über die Entwicklung des Bauwerks berichtet. Die Ersterwähnung der Wassermühle erfolgte danach im Jahre 1590 und der Betrieb wurde bereits 1866 eingestellt. Der heutige Bau stammt aus der ersten Hälfte des 18. Jahrhunderts; Reste älterer Bausubstanz werden vermutet. Heute wird das Gebäude als Wohnhaus genutzt.